# A Prisoner of Mexico
A Prisoner of Mexico è un cortometraggio muto del 1911 diretto da George Melford. Prodotto dalla Kalem Company e interpretato da Carlyle Blackwell e Alice Joyce, il film uscì in sala il 23 ottobre 1911.

## Produzione
Il film fu prodotto dalla Kalem Company

## Distribuzione
Distribuito dalla General Film Company, il film - un cortometraggio in una bobina - uscì nelle sale statunitensi il 23 ottobre 1911.